# Léo Roy
Léo Roy, né le 27 novembre 1887 à Québec où il est décédé le 1er septembre 1974, est un compositeur, musicographe, pianiste, organiste et pédagogue. Il est le fils de Philéas Roy et le frère de la pianiste Berthe Roy.
Il est entre autres reconnu pour avoir composé, en 1934-35, la mise en musique de 62 poèmes  d'Émile Nelligan, ainsi que pour ses écrits littéraires, dont un nombre important de critiques musicales.

## Biographie

### Formation
Fils de Philéas Roy, organiste et pianiste, Léo Roy commence très tôt l'apprentissage de la musique. Son père lui enseigne plusieurs instruments, dont l'harmonica, le xylophone, le piano, l'orgue, la trompette, le trombone, le cor et la contrebasse. En 1899, il déménage avec sa famille à New York, où il poursuit ses études musicales, plus précisément de l'harmonie et de la composition, auprès de Homer N. Bartlett,. Il revient de manière permanente à Québec en 1920.
Ses proches le décrivent comme une personne cultivée, curieuse, travaillante et polyvalente. Il est un homme timide, pudique et réfléchi. Il adore la musique romantique, et est rebuté par la musique classique moderne et par le jazz. Les nouveautés musicales du XXe siècle l'inquiètent grandement quant à l'avenir de la musique, et même de l'humanité.
Au cours de ses années actives, il rencontre plusieurs compositeurs et musiciens renommés, dont Saint-Saëns, Rachmaninov, Paderewski, Medtner et Vincent d'Indy, lors de séjours aux États-Unis et en Europe.

### Journalisme musical
Bien qu'il se considère avant tout comme un compositeur, il n'écrit pas seulement de la musique. Parallèlement à la composition, il se consacre à l'écriture de critiques diverses. Il en compose plus de 2000, notamment sur l'anthropologie, l'ethnologie, la zoologie, la philosophie et la poésie. Parmi celles-ci se trouvent un grand nombre de critiques musicales, entre autres sur les performances radiophoniques de l'Orchestre symphonique de Toronto, dont il est le critique musical attitré de 1928 à 1931. Il est de plus correspondant musical pour plusieurs journaux et organismes différents, notamment pour le journal québécois Le Soleil.
Grand admirateur de Frédéric Chopin, Léo Roy lui rend hommage dans plusieurs de ses pièces et s'inspire beaucoup de lui. Parmi celles-ci, mentionnons la pièce Hommage à Chopin, « Polonaise héroïque », composée en 1908, ainsi que la Berceuse de Roy, rappelant la Berceuse de Chopin. Il fonde en 1926 la Société Frédéric Chopin, organisation ayant pour but de faire connaître les œuvres du compositeur polonais. La même année, il devient co-rédacteur du magazine culturel et musical La Lyre de Montréal,. Il y apparaît d'ailleurs dans plusieurs pages, où on mentionne ses concerts, ses critiques, ses articles et ses compositions.
| Titre et endroit du périodique | Années de contribution     |
| ------------------------------ | -------------------------- |
| Le Canada (Montréal)           | 1909, 1927                 |
| La Tribune (Woonsocket, R. I.) | 1912-1915                  |
| Le Soleil (Québec)             | 1913-1916, 1920, 1928-1932 |
| Le Devoir (Montréal)           | 1916-1917                  |
| Le Passe-temps (Montréal)      | 1918, 1920                 |
| Le Terroir (Québec)            | 1920-1924, 1949            |
| La Patrie (Montréal)           | 1921, 1953                 |
| La Lyre (Montréal)             | 1926-1928                  |
| Le Franc-parler (Québec)       | 1926-1932                  |
| Le Béret (Québec)              | 1928-1929                  |
| Musical Canada (Toronto)       | 1928-1931                  |
| Le Journal (Québec)            | 1930                       |
| L’Autorité (Montréal)          | 1932-1934                  |
| La Presse (Montréal)           | 1962                       |

#### Essais
Il écrit un grand nombre d'essais, certains laissant croire qu'il écrit davantage pour lui-même que pour se faire publier. Malgré ses travaux de recherche et ses textes d'opinion, il ne réussit effectivement pas à intéresser les éditeurs avec ses manuscrits.
Plusieurs de ses essais ont été recensés.
- Étude sur Gérard de Nerval
- Chopin et la technique du piano
- 1001 musiciennes célèbres
- Cahier de musique orientale
- Poland and Some of her Famous Musicians
- Du latin, de la psalmodie et de la musique sacrée
- L'Esprit, la Musique et la Morale
- Dialogue entre un sceptique et un croyant

#### Correspondances
Grâce au Cercle d'études Léo Roy, association de musicologues mise en place en 1983 par la Fondation Léo Roy, les nombreuses correspondances laissées par le compositeur sont étudiées. Elles sont regroupées dans les Albums Léo Roy, révélant différents volets de sa vie (familial, amical et professionnel). On y retrouve aussi des échanges de dédicaces et d'accusés de réception. Ces recueils, numérotés de 1 à 12 et paginés de 1 à 405, permettent de suivre avec précision la vie et la carrière du compositeur.
| Numéro    | Années    |
| --------- | --------- |
| Volume 1  | 1887-1926 |
| Volume 2  | 1926-1931 |
| Volume 3  | 1932-1944 |
| Volume 4  | 1945-1953 |
| Volume 5  | 1954-1957 |
| Volume 6  | 1958-1961 |
| Volume 7  | 1962-1964 |
| Volume 8  | 1965-1966 |
| Volume 9  | 1967      |
| Volume 10 | 1968      |
| Volume 11 | 1969-1970 |
| Volume 12 | 1971-1974 |

### Dernières années
À partir des années 1960, Léo Roy se retire peu à peu de ses activités musicales, souffrant de surdité. C'est au début de cette décennie qu'il commence à correspondre avec le docteur Guy Marcoux, acteur important dans la conservation des œuvres du compositeur. L'importante amitié qu'ils développent au fil des échanges mène le médecin à fonder en 1966 la Fondation Léo Roy, visant à conserver et à faire connaître les œuvres de son interlocuteur.
Âgé de 86 ans, il meurt le 1er septembre 1974 à Québec.

## Œuvres musicales
Il laisse derrière lui environ 350 œuvres, composées pour la voix et pour un grand nombre d'instruments concertants, ainsi qu'environ 800 harmonisations et 400 transcriptions. La majorité de ses œuvres reste toutefois manuscrite, n'ayant pas été publiée. L'influence de Frédéric Chopin dans ses compositions s'observe entre autres par des formes similaires au compositeur romantique. Des mazurkas, des polonaises, des préludes et des nocturnes rappellent les formes utilisées dans les œuvres de Chopin.
C'est grâce au Cercle d'études Léo Roy que le Catalogue des œuvres musicales du fonds Léo Roy (1987) est écrit, regroupant la liste exhaustive des œuvres du compositeur.  Les archives se trouvent dans le Fonds Léo Roy de l'Université Laval (P257 Fonds Léo Roy, [18-]-1994).

### Œuvres principales[1],[2],[10]
- Prélude pour orgue (1907)
- Hommage à Chopin, « Polonaise héroïque » (1908)
- Sérénade op. 42 (1912)
- Prélude « mystique », op.63 n°2 (1916)
- Prélude no 20 (1919)
- Petite Prière (1928)
- Prélude no 25, « sur deux notes » (1930)